# 각산호류

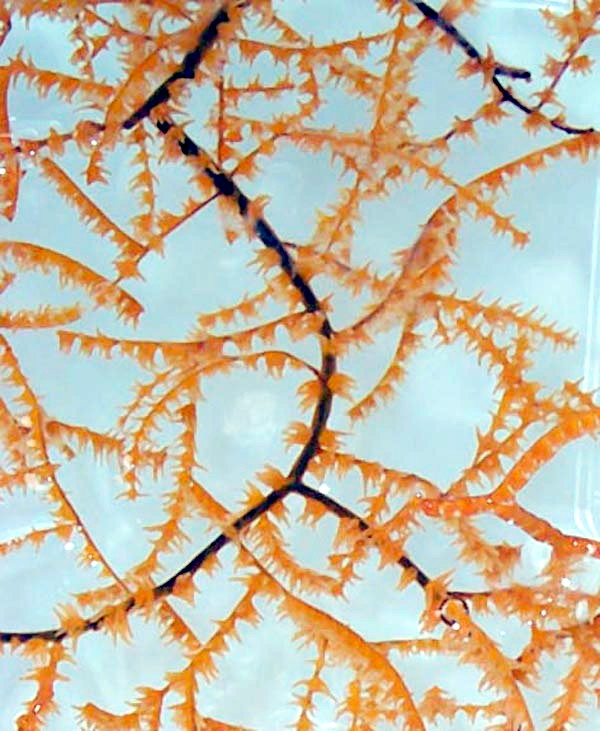
각산호류 산호초

검은 산호 또는 가시 산호로도 알려진 각산호류(Antipatharians)는 부드러운 심해산호목의 하나다.
이 산호는 폴립(살아있는 산호의 일부)으로 둘러싸인 칠흑 같은 또는 짙은 갈색 키틴 골격에 의해 인식 될 수 있다. 각산호류는 기수만을 제외하고 거의 모든 장소와 깊이에 존재하는 국제적인 분표를 가진다. 그러나, 50m (164ft) 깊이의 대륙 사면에서 가장 자주 발견된다. 검은 산호는 일생동안 유성생식 혹은 무성생식으로 번식한다. 많은 검은 산호는 주택, 피난처, 음식 및 다른 동물을 위한 보호를 제공한다.
검은 산호는 원래 ceriantharians (꽃말미잘목)와 함께 하위 강 Ceriantipatharia로 분류되었지만, 나중에 Hexacorallia로 재분류되었다. 역사적으로 태평양 섬 주민들이 의료 치료와 의식에 사용했지만, 현대의 유일한 쓰임새는 보석을 만드는 것이다.

## 어원학
검은 산호라는 이름에도 불구하고 검은 산호는 거의 검지 않으며, 종에 따라 흰색, 빨간색, 녹색, 노란색 또는 갈색이 될 수 있다. 검은 산호는 단백질과 키틴으로 구성된 검은 골격에서 이름을 따왔다. 또한 검은 산호는 다른 이름으로도 불린다. 자주 쓰이는 이름 중 하나는 가시 산호로, 골격을 따라 가는 미세한 가시 때문에 그렇게 불린다. 각산호류라는 이름은 고대 그리스어 "질병에 대항하는 것"에서 유래했다. 또한 하와이 언어로 검은 산호는 “바다에서 자라는 단단한 수풀” 이라고 불린다. 그것은 하와이의 공식 보석이다. 말레이어에서는 산호를 "바다의 뿌리" 라고 부르는데, 이는 조도가 낮은 곳에서 자라는 경향이 있기 때문에 붙여진 이름일 것이라고 추정된다.

## 물리적 특성
이 산호의 골격은 채찍, 나무, 부채 또는 코일과 같은 검은 산호에 고유한 많은 패턴으로 자란다. 크기는 10 ~ 300cm이지만 폴립 (자포동물문의 동물에서 볼 수 있는 2가지 중요한 체형 중 하나)의 크기는 1mm만큼 작을 수 있다. 골격 또한 작고 뾰족한 모양으로 늘어서 있다. 이러한 작은 뾰족한 모양은 크기가 대략 0.5mm이며 크기, 길이, 비율 및 선명도 측면에서 매우 다양하다. 산호가 자라면서 골격 주위에 "껍질"의 층이 형성된다. 이 나무껍질 안에 사는 폴립은 2mm보다 작고 젤라틴 모양이며 촉수가 6개다. (단단한 산호와 같고 촉수가 여덟 개가 있는 부드러운 산호와 다름). 이 폴립은 거의 모든 색이 될 수 있다. 어떤 산호는 또한 15mm (0.591인치) 길이까지 자랄 수 있는 "스위퍼 촉수"를 가지고 있다. 각각의 폴립은 수컷이거나 암컷이지만, 전체 군체는 전형적으로 자웅동체다. 대부분의 다른 산호와 달리, 검은 산호는 모래와 바위 같은 연마 물질에 대한 보호 기능이 없고 산호가 숨는 것을 도울 수 있는 근육 발달이 없다. 이러한 요인들은 침전물이 연부 조직을 찢어 사망에 이르게 할 수 있다. 이를 방지하기 위해, 산호는 몸의 많은 부분을 보호할 수 있는 틈새 근처에 산다.

## 생태

### 서식지
검은 산호는 표면에서 심해까지 모든 바다에서 서식하지만 종의 75%는 50m 이하의 깊이에서만 발견된다. 검은 산호가 발견되지 않은 유일한 해양 지역은 기수만 이지만 염분이 낮은 지역에 거주할 수 있다.
검은 산호초는 암초에서 발견되며, 전체 산호초 건설에 기여할 수 있지만 고립된 외딴 곳에서 고립된 군체로 발견되기도 한다. 대부분이 각각은 부착하기 위해 단단한 표면이 필요로 한다. 이들은 해저 해류가 흐르는 곳에서 자주 자라며, 이로 인해 휩쓸리는 meiofauna를 먹을 수 있다. 해저 해류는 산호에 도움이되기 때문에 대륙 사면, 절벽, 동굴 또는 해저 고원과 같은 해류를 일으키는 지리적 구조물 위에서 또는 지리적 구조에 의해 자란다. 검은 산호의 종 분포는 잘 알려져 있지 않으며, 많은 심해 검은 산호가 큰 분포를 가지고 있다고 알려졌고, 최근의 연구에 따르면 Antipathes grandis와 같은 얕은 검은 산호 종은 인도에서 태평양에 걸쳐 발견 될 수 있다.

### 먹이
검은 산호는 육식성이며, 산호의 폴립을 통해 동물성 플랑크톤과 같은 meiofauna를 주로 먹다. cnidarians의 폴립은 산호의 입 역할을하는 구강 디스크를 중앙에 가지고 있다. 디스크는 음식을 찌르고 소화하는 촉수로 둘러싸여 있다. 많은 산호가 부채꼴 모양 인 이유는 meiofauna를 잡기 위해서이다. 많은 산호는 산호의 하류 쪽에 폴립만 가지고 있으며, 불필요한 폴립을 유지하는데 에너지를 낭비하지 않고 거의 같은 수의 동물을 잡을 수 있다.

### 천적
척추동물의 포식은 검은 산호에 큰 위협이 되지 않는다. 앵무새와 나비 물고기가 검은 산호의 폴립에서 갈아 먹고 먹는 드문 보고가 있다.
검은 산호의 골격은 단백질과 키틴의 구성으로 인해 단단하고 불활성이어서 거의 먹을 수 없다. 녹색 바다 거북이와 상어의 위장에서 검은 산호 골격이 발견되었지만 이러한 사건은 드물다. 따라서 검은 산호는 척추 동물 식단의 주요 부분이 아니라고 제안되었다.
뿔소라과(muricids) 및 Ovulidae(작고 큰 포싯성 또는 기생성 바다 달팽이)과 같은 무척추 동물은 정기적으로 검은 산호와 유사한 산호를 먹는다. 이 연체 동물은 일반적으로 산호를 먹이는 폴립을 모방하여 산호 내부로 가져간다. 그런 다음 폴립을 내부에서 밖으로 소비한다.

### 상호작용
전 세계의 검은 산호는 갑각류, 이중 밸브 및 물고기를 위한 독특한 환경을 만든다. Dascyllus albisella 및 Centropyge potteri와 같은 일부 종은 특정 산호 나무에 서식한다. 이 종의 풍부로 인해 산호 침대 주변의 야간 포식이 관찰되었다.